# Koejavië
Koejavië (Pools: Kujawy; Duits: Kujawien) is een historische landstreek in Polen en ligt ten westen van de rivier de Wisla tot aan de rivier de  Noteć. Het huidige woiwodschap Koejavië-Pommeren, waar het grotendeels in ligt, is er deels naar vernoemd. De streek is rijk aan zoutbedden. De grootste stad ervan is nu Bydgoszcz.

## Geschiedenis
Cuiavia werd voor het eerst schriftelijk vermeld in de bul Ex commisso nobis van Innocentius II in 1136 waarin de paus voor het eerst de Poolse onafhankelijkheid erkende. Van 1233 tot 1306 was Koejavië een hertogdom met Inowrocław als hoofdstad. In 1332 werd Koejavië door de Duitse Orde bezet die het in 1343 aan de Poolse koning Casimir III de Grote teruggaf bij de Verdrag van Kalisz op voorwaarde dat Casimir afzag van zijn aanspraken op onder andere de Pommerellen. In 1432 liet Wladislaus II Jagiello tegenover het Pruisische Thorn zelf een burcht bij Dybów bouwen als grenswacht. Niettemin bleef de dreiging van de Duitse Orde. In de veertiende eeuw was Brest dan ook de hoofdstad die in 1569 met de Unie van Lublin zelfs officieel werd hernoemd tot het Koejavische Brest oftewel in het pools Brześć Kujawski.
In 1347 werd Wladislaus de Witte hertog van Koejavië en Gniewkowo en met de dood van Casimir III de Grote in 1370 tevens de laatste der Koejavische Piasten met aanspraak op de Poolse troon. 
Van de vijftiende eeuw tot aan het eind van de achttiende eeuw was Koejavië bestuurlijk onderverdeeld in twee woiwodschappen, te weten Brześć Kujawski en Inowrocław.
In de zeventiende eeuw vestigden zich Hollandse en Friese doopsgezinden in Koejavië om thuis aan de vervolging te ontkomen. Zij stichtten er nieuwe dorpen en hebben er tot op heden hun invloed in de (agri)cultuur, bewatering en taal van Koejavië nagelaten.
In 1772 werd bij de Eerste Poolse Deling een deel van Koejavië, net als officieel het Netzedistrict, door Pruisen geannexeerd. In 1815 breidde Pruisen er opnieuw uit en nam Rusland het andere nog vrije deel in bezit.
Van 1945 tot 1975 viel het gebied van het inmiddels historische Koejavië volledig in de toenmalige woiwodschap Bydgoszcz. Sinds 1999 strekt het grootste deel van Koejavië zich uit in het woiwodschap Koejavië-Pommeren en kleiner delen in de woiwodschappen Mazovië (het gebiedje tot aan de rivier Skrwa Lewa River) en Groot-Polen.

## Voornaamste hertogen
- Casimir I van Koejavië (ca. 1211–1267), hertog van Koejavië, Sieradz en Łęczyca;
- Ziemomysł van Inowrocław (ca. 1246–1287), hertog van Koejavië in Inowrocław;
- Wladislaus de Korte (ca. 1260–1333), hertog van Koejavië in Brest, koning van Polen;
- Casimir III van Koejavië (ca. 1280–1347), hertog von Koejavië in Gniewkowo;
- Wladislaus de Witte (ca. 1327–1388), hertog van Koejavië in Gniewkowo;
- Wladislaus II van Oppeln (ca. 1326–1401), hertog van Koejavië en Oppeln;

## Grootste steden
De grootste bevolking in Koejavië tellen nu de steden Bydgoszcz, Włocławek, Inowrocław, Solec Kujawski, Aleksandrów Kujawski, Koronowo, Ciechocinek, Kruszwica, Janikowo en Barcin.
Ermland (1772) · Netzedistrict (1772) · Nieuw-Oost-Pruisen (1795) · Nieuw-Silezië (1795) · West-Pruisen (1772) · Zuid-Pruisen (1793)